# Amano Jositaka
Amano Jositaka (天野喜孝, Hepburn-átírással: Yoshitaka Amano) (Sizuoka, 1952. március 26. –) japán képzőművész. A képzőművészet számos területén alkot, többek között; karaktertervezés, illusztráció, díszlet- és jelmeztervezés. Első jelentős munkája az 1960 -as években futó anime-adaptáció, a Speed Racer.
1982-től kezdve, mint szabadúszó művész alkotott. Rendkívül sikeressé vált, számos elismert szerzővel és regény illusztráción dolgozott, mint például a Guin Saga és D, a vámpírvadász. Leghíresebb munkái közé tartozik a Final Fantasy sorozat.
Ötször kapott Szeiun-díjat továbbá 1999-ben elnyerte a Bram Stoker-díjat is, Neil Gaiman-nal való közös munkájáért. A The Sandman: The Dream Hunters, a The Sandman regénysorozat egyik darabja, melyet Neil Gaiman írt és Amano illusztrált.

## Élete
1952. március 26-án született Sizuoka prefektúrában, Japánban. Kiskorától kezdve szenvedélye volt a rajzolás. Bátyja, aki papírgyárban dolgozott rendszeresen hordta haza a fennmaradt papírtekercseket, Amano ezekre rajzolt. Elmondása szerint nincs is olyan emléke, amikor ne rajzolt volna. Egy barátja révén 1967-ben a Tatsunoko Production cégnél kezdett dolgozni az animációs részlegen. A szülei vonakodva engedték el a fővárosba az akkor még tizenöt éves fiút.
Első fizetett munkája a Speed Racer sorozat volt. Olyan kiemelkedő sorozatok karaktereit tervezte, mint például a Time Bokan, a Gatchaman vagy a Honeybee Hutch. Állítása szerint nagy hatással volt rá a nyugati kultúra és képzőművészet, mely gyökerét képezte saját művészetének is. Lenyűgözték a különböző pszichedelikus művészeti formák, a pop-art, a szecessziós elemek és az ukiyo-e (japán képzőművészeti stílus).
Amano 1982-ben elhagyta a Tatsunoko Productiont, hogy saját lábára álljon és megvalósítsa önálló elképzeléseit. Sokan megkérdőjelezték döntését. Amano erről így nyilatkozott: „Ha az életed túl kiszámítható, a kreatív éned meghal.”

### Függetlenség
Az 1980–as évektől Amano érdeklődése a fantasy és sci-fi világa felé fordult. Első, önálló munkája szabadúszóként a Baku Yumemakura által írt Kimaira sorozat volt. A későbbi években sokat dolgoztak együtt.
1983-ban két jelentős illusztrációja a Demon City Shinjuku és D, a vámpírvadász első szériája volt. Utóbbinál a filmes munkálatokban is részt vett, később Amano nyilatkozatában kifejtette, hogy nem volt teljesen megelégedve a végeredménnyel.
1984-ben jelent meg első gyűjteménye munkáiból, mely a „Maten” címet kapta. Szintén ebben az évben kezdett el együtt dolgozni Mamoru Oshii rendezővel, együtt hozták létre az Angel's Egg című animet, mely Japán egyik alapművévé vált.
Amano első kiállítása 1989-ben a „Hiten” címet viselte. 1990-ben kezdett el a színházi világ után érdeklődni, első díszlet- és jelmeztervező munkája a Tamasaburo Bando által játszott Nayotake című darab volt.

### Külföldi sikerek
Önálló művészi törekvései és sikerei hamarosan új kapukat nyitottak meg Amano számára. Videojátékok illusztrálására is felkérték. Legjelentősebb munkája a Final Fantasy sorozat, ő volt a sorozat legtöbbet alkalmazott karaktertervezője.
Első nagyobb elismerése, mely Japánon kívül érte, Franciaország volt, ahol 1995-ben alkotott.
1997-től New Yorkban élt és dolgozott. Így nyilatkozott róla: „New York az én álom városom, a hely ahol szabadon álmodhatok, mindenféle kötöttség nélkül.”
Még ebben az évben megrendezték kiállítását a Think like Amanót, amely hatalmas sikert aratott a városban.
A 2000-es évektől a zenei világból is egyre több felkérése érkezett. A Galneryus japán metálzenekarnak három borítót is tervezett, továbbá a Judy and Mary szintén felkérte közös munkára.
Amano több interjúban is említi, hogy rajong az opera világáért szívesen tervezne jelmezeket, díszleteket különböző opera darabokhoz. Egyelőre erre még nem volt lehetősége, azonban 2008 – ban Wolfgang Amadeus Mozart Varázsfuvoláját illusztrálta melyet a Radical Comics tett közzé.
2010-ben saját stúdiót hozott létre, Studio Devaloka néven.
2013-ban közös kiállítást rendeztek Japán egyik népszerű zenészével, Hyde-dal, mely a "Providence and Immorality: Nippon Evolution" címet kapta.
2014-es munkái közé tartozik a Child of Light játék illusztrációja.

## Munkássága

### Animáció
- Science Ninja Team Gatchaman (1972)
- Casshan (1973)
- Hurricane Polymar (1974)
- New Honeybee Hutch (1974)
- Time Bokan (1975)
- Tekkaman: The Space Knight (1975)
- Gowappa 5 Gōdam (1976)
- Akū Daisakusen Srungle (1983)
- Genesis Climber MOSPEADA (1983)
- 街角のメルヘン – Radio City Fantasy
- Okawari Boy Starzan-S (1984)
- Bismark (anime) (1984)
- Angel's Egg (1985)
- D, a vámpírvadász (1985)
- Amon Saga (1986)
- Twilight of the Cockroaches (1987)
- 1001 Nights (1998)
- Ayakashi (2006)
- Fantascope ~Tylostoma~(2006)
- Bird's Song (2007)
- Ten Nights of Dreams (2007)
- Vegetable Fairies: N.Y. Salad (2007)
- Kimba, a fehér oroszlán (2009)
- Deva Zan (2013)

#### Illusztráció
- D, a vámpírvadász  (1983)
- Guin Saga (1984–1997)
- The Heroic Legend of Arslan (1986–1999)
- Sohryuden: Legend of the Dragon Kings (1987)
- Rampo Edogawa (1987–1989)
- Chōhei Kanbayashi
- Futaro Yamada
- Baku Yumemakura
- Garouden
- Gendzsi szerelmei (1997)
- Galneryus– Album art
- Sword World RPG
- A varázsfuvola
- Illustrated Blues (2010)
- The Magical Monarch of Mo (1981)
- Corum Jhaelen Irsei (1982)
- Erekosë (1983)
- Elric of Melniboné (1984)
- Jane Yolen (1985)
- Dorian Hawkmoon (1988)
- Gordon R. Dickson
- Seven Brothers (comics) (2006)
- Sandman: The Dream Hunters (1999)
- Elektra and Wolverine: The Redeemer (2002)
- Yoshitaka Amano's HERO (2006)
- Shinjuku (2010)
- Shinjuku Azul

### Albumok
- Maten / Evil Universe (1984)
- Genmukyu / Castle of Illusions (1986)
- Imagine (1987)
- Hiten / Flying Universe: The Art of Yoshitaka Amano (1989)
- Dawn (1991)
- The Heroic Tales Of Arslan (1991)
- The Illustrations for Tarot Card by Yoshitaka Amano (1992)
- Rasenoh / Spiral King (1992)
- Le Roi de la Lune (1992)
- Mono (1993)
- Untitled set of 10 postcards (1993)
- Steps To Heaven (1993)
- Yoshitaka Amano Postcard Selection (1994)
- Japan, Final Fantasy (1994)
- Katen (1994)
- Budōhime / Princess Budou (1996)
- Yousei / Fairies (1996)
- Guin Saga (1996)
- Yoshitaka Amano: Collection of Paintings (1996)
- 1996 (1996)
- Kan'oke / Coffin (1997)
- Think Like Amano (1997)
- Biten (1999)
- Alice Erotica (1999)
- 1001 Nights (1999)
- Märchen (2000)
- D, a vámpírvadász (2000)
- POEM (2001)
- Kotatsu I (2002)
- Kotatsu II (2002)
- Guin Saga Chronicle (2002)
- The Sky: The Art of Final Fantasy (2002)
- Kiten (2002)
- Symphony' (2002)
- Amano First (2003)
- The Virgin (2004)

### Videójátékok
- Final Fantasy (1987)
- Final Fantasy II (1988)
- First Queen (1988)
- Duel (1989)
- Duel98 (1989)
- Final Fantasy III (1990)
- First Queen 2 (1990)
- Final Fantasy IV (1991)
- Final Fantasy V (1992)
- Kawanakajima Ibunroku (1992)
- First Queen 3 (1993)
- Final Fantasy VI (1994)
- Front Mission (1995)
- Maten Densetsu (1995)
- Front Mission: Gun Hazard (1996)
- Final Fantasy VII (1997)
- Kartia: The Word of Fate (1998)
- Final Fantasy VIII (1999)
- Final Fantasy IX (2000)
- El Dorado Gate (2000–2001)
- Final Fantasy X (2001)
- Final Fantasy X-2 (2001)
- Final Fantasy XI (2002)
- Final Fantasy XII (2006)
- Lord of Vermilion (2008)
- Dissidia: Final Fantasy (2008)
- Lord of Vermilion II (2009)
- Final Fantasy XIII (2010)
- Final Fantasy XIV Online (2010)
- Lord of Arcana (2010)
- Dissidia 012 Final Fantasy (2011)
- Final Fantasy Type-0 (2011)
- Final Fantasy XIII-2 (2011)
- Fantasy Life (2012)
- Fairy Fencer F (2013)
- Child of Light (2014)